# Obercunnersdorf
Obercunnersdorf este o comună din landul Saxonia, Germania.